# Кукуево (Архангельская область)
Кукуево — деревня в Устьянском районе Архангельской области.

## География
Находится в южной части Архангельской области на расстоянии приблизительно 82 км на восток-северо-восток по прямой от административного центра района поселка Октябрьский на правом берегу реки Устья.

## История
Деревня была отмечена только уже в 1939 году в составе Дмитриевского сельсовета Черевковского района. До 2022 года входила в Дмитриевское сельское поселение до его упразднения.

## Население
Численность населения: 2 человека (русские 100 %) в 2002 году, 2 в 2010.